# Jorge Zabaleta
Jorge Antonio Zabaleta Briceño (Santiago, 18 de abril de 1970) es un actor de televisión, locutor de radio y empresario chileno de origen vasco.

## Biografía
Nació el 18 de abril de 1970 en Santiago de Chile; hijo de José Antonio Zabaleta Avellan, un músico conocido por formar el grupo Los Red Juniors, populares antaño en la escena de la nueva ola chilena. Es sobrino del también músico Miguel Zabaleta Avellan. Su abuelo Antonio Zabaleta San Nicolas, natural de Bermeo, migró a bordo del SS Winnipeg en 1939 desde Pauillac hasta Valparaíso en calidad de refugiado de la guerra civil española.
Zabaleta asistió a diversos colegios debido a su mala conducta escolar, entre ellos al Saint George's College, Saint Gabriel‘s School y Colegio San Luis de Las Condes. No era un buen estudiante y tras su graduación, ingresó a estudiar administración de empresas y luego publicidad, sin terminar sus estudios. Tuvo varios trabajos ocasionales, entre ellos, trabajó en la empresa Sonotec, donde se dedicaba a la duplicación de casetes.
Zabaleta no tiene estudios de formación artística. Sin embargo, ha reconocido al actor Luis Alarcón como su maestro, quien le enseñó el oficio en unas clases dictadas por el actor en 1996 al interior de Televisión Nacional de Chile.

## Carrera
Zabaleta comenzó en 1996, con un pequeño papel episódico sin figurar en los créditos de la telenovela Loca piel, junto a la aclamada Yael Unger. Mientras luchaba por encontrar su rumbo, Zabaleta se presentó como invitado a un casting para la telenovela Oro verde (1997), en donde la prueba de audición incluía realizar una escena con la célebre Claudia Di Girolamo. Años después, en Sin maquillaje de 2011, declaró que «luego de hacer una escena con Di Girolamo, no tenía ninguna posibilidad de haber quedado seleccionado» tras lo disminuido que había quedado ante el profesionalismo de la actriz.
Su verdadero debut en la televisión llegó en julio del año siguiente, cuando se presentó a un casting dictado por el director Óscar Rodríguez Gingins, quien le ofrece un rol secundario para la telenovela Playa salvaje (1997) de la cadena Canal 13. Posteriormente realizó una importante actuación en Marparaíso de 1998, al lado de Cristián Campos e Íngrid Cruz.
Zabaleta obtuvo su primer papel protagonista en una telenovela, en Cerro Alegre (1999), dirigida por Cristián Mason. En ella, interpretó a un joven actor porteño que se infiltra en una fiesta de clase alta para enamorar a una bella joven —interpretada por Francisca Merino—. Por su papel obtuvo un Premio TV Grama al mejor actor. En 2001 coprotagonizó Corazón Pirata, junto a María José Prieto, telenovela que obtuvo un bajo índice de audiencia y se convirtió su primer gran fracaso en televisión. Luego de una precoz carrera en televisión, el área dramática de Canal 13 cesó sus funciones. Pese a esto, la cadena lo integró a la conducción de programas de entretención, como Video loco y El arca de Noé.
Su debut en el cine lo realizó en Antonia (2001), compartiendo créditos con Carolina Fadic.
En 2003 regresa a las telenovelas con Machos. Ahí Zabaleta interpretó a Álex Mercader, uno de los siete hijos del patriarca Ángel Mercader (Héctor Noguera), conquistando a la audiencia por su simpatía y gran talento. Luego del fracaso de Hippie (2004), protagonizó con gran éxito Brujas (2005) de Canal 13, junto a Carolina Arregui y María Elena Swett. 
En 2008, Jorge Zabaleta firmó un exclusivo contrato con Televisión Nacional de Chile, un acuerdo que no solo reforzó su vínculo por tres años con la cadena, sino que también le permitió integrarse al distinguido reparto de actores del Área Dramática. Zabaleta actuó en tres telenovelas, todas coprotagonizadas por María Elena Swett. La primera de estas producciones, Hijos del Monte (2008), atrajo una moderada audiencia, mientras que Los ángeles de Estela (2009), desafortunadamente, no alcanzó las expectativas de la cadena, y finalmente en La familia de al lado (2010) se codeó con Álvaro Rudolphy. Sin embargo, esta última telenovela fue recibida con cierta frialdad por el público debido a su complejidad temática y su horario, que no favoreció su recepción. A pesar de esto, Jorge Zabaleta logró renegociar su contrato, posicionándose firmemente como uno de los actores masculinos más prominentes del canal estatal.
Entre 2011 y 2014, consolidó su posición como figura publicitaria en retail, alcanzando una notable arribo en la industria televisiva, que le permitió generar favorables ingresos comerciales a Televisión Nacional, en comedias románticas como Aquí mando yo (2011), Separados (2012-2013) y El amor lo manejo yo (2014). Su habilidad para conectar con el público en estos géneros contribuyó a mantener su relevancia en un mercado competitivo. Esta capacidad para atraer y mantener la atención de la audiencia subrayó su relevancia para que ejecutivos de TVN negociaran su arribo en la primera coproducción con Telemundo. Zabaleta se trasladó Miami con la intención de internacionalizar su carrera y, protagonizó junto a Kate del Castillo la narco serie Dueños del paraíso (2015). Recibió una nula audiencia en TVN, llegando en ocasiones a 1.5 puntos de rating en el horario de trasnoche.
En 2016 negoció su contrato con Mega por un período de cuatro años. Tras el fin de Juegos de poder (2019), Zabaleta se retiró de las telenovelas, debido a un cuadro de estrés que lo aquejaba desde hace un tiempo. El actor padecía de estrés, ataque de pánico, obesidad, pérdida de cabello y falta de concentración.

## Vida personal
En 1993 inició una relación con Francisca Allende Feliú; diseñadora y nieta del político Nicanor Allende y de la socialité valdiviana María Inés Haverbeck, con quien tiene tres hijos: Raimundo Zabaleta (n. 1996), Milagros Zabaleta (n. 2005) y Antonio Zabaleta (n. 2008). El 19 de diciembre de 2015, realizó en secreto una pequeña ceremonia de Acuerdo de Unión Civil junto a su pareja, 23 años después del inicio de su relación.
Zabaleta ha declarado abiertamente a los medios que en el momento del despegue de su carrera como actor, hubo un quiebre con su mujer de casi cuatro años, debido a que se dejó llevar por la fama. Entre ese quiebre fue pareja de la actriz y conductora de televisión Francisca García-Huidobro.
Es propietario del Hotel Desértica en San Pedro de Atacama. "Es mi proyecto de vida", declaró el actor.

## Filmografía
| Año  | Título            | Papel     | Director         |
| ---- | ----------------- | --------- | ---------------- |
| 2001 | Antonia           | Sebastián | Mariano Andrade  |
| 2005 | Secuestro         | Hernán    | Gonzalo Lira     |
| 2009 | Súper             | Scott     | Fernanda Aljaro  |
| 2016 | Prueba de actitud | Ignacio   | Fabrizio Copano  |
| 2022 | Desconectados     | Vicente   | Diego Rougier    |
| 2023 | Papá al rescate   | Raimundo  | Marcos Carnevale |
| 2024 | Perra vida        | Claudio   | Gabriela Sobarzo |

## Televisión
| Año  | Título                | Papel                             | Canal               |
| ---- | --------------------- | --------------------------------- | ------------------- |
| 1997 | Playa salvaje         | Ignacio San Martín                | Canal 13            |
| 1998 | Marparaíso            | Sebastián Valderrama              | Canal 13            |
| 1999 | Cerro Alegre          | Mauricio Méndez/ Mauricio del Sol | Canal 13            |
| 2000 | Corazón pirata        | Mateo Labarca                     | Canal 13            |
| 2003 | Machos                | Álex Mercader                     | Canal 13            |
| 2004 | Hippie                | Martín Hidalgo                    | Canal 13            |
| 2005 | Brujas                | Dante Ruiz                        | Canal 13            |
| 2006 | Descarado             | Tomás Castillo                    | Canal 13            |
| 2007 | Papi Ricky            | Ricardo Montes                    | Canal 13            |
| 2008 | Hijos Del Monte       | Juan Del Monte                    | Televisión Nacional |
| 2009 | Los ángeles de Estela | León Inostroza                    | Televisión Nacional |
| 2010 | La familia de al lado | Javier Ruiz-Tagle                 | Televisión Nacional |
| 2011 | Aquí mando yo         | Diego Buzzoni                     | Televisión Nacional |
| 2012 | Separados             | Pedro Armstrong                   | Televisión Nacional |
| 2014 | El amor lo manejo yo  | Marcos Guerrero                   | Televisión Nacional |
| 2016 | Sres. papis           | Ignacio Moreno                    | Mega                |
| 2018 | Si yo fuera rico      | Nelson Peña                       | Mega                |
| 2019 | Juegos de poder       | Aníbal Ramos                      | Mega                |

| Año  | Título             | Papel              | Canal 13  |
| ---- | ------------------ | ------------------ | --------- |
| 2002 | Más que amigos     | Álvaro Donoso      | Canal 13  |
| 2015 | Dueños del paraíso | Conrado San Miguel | Telemundo |

#### Programas
- Video loco  (1999) - Conductor
- Festival Internacional de la Canción de Viña del Mar  (2001) - Jurado
- El Arca de Noé  (2002) - Conductor
- Frontera azul (2011) - Conductor
- Cabaret burlesque (2012) - Jurado
- Adopta un famoso (2012) - Participante
- Socios (2020) - Proyecto digital junto a Pancho Saavedra, Pedro Ruminot y Stefan Kramer
- Socios de la hamburguesa (2021-2022) - Participante
- Socios por el mundo (2022-2024) - Conductor junto a Pancho Saavedra
- Socios por Chile (2025) - Conductor junto a Pancho Saavedra y Pedro Ruminot

## Radiodifusión
- Café Virtual (Radio Horizonte, 2009-2012) - Conductor
- Gemelos (FM Tiempo, 2012-2014) - Conductor
- Catálogo Concierto (Radio Concierto, 2019-presente) - Conductor

## Publicidad
- Ripley - Comercial de multitienda junto a María Elena Swett (2003-2004)
- Savory - Comercial de helados junto a Íngrid Cruz, Rafael Araneda, Bárbara Rebolledo y Jorge Hevia con motivo de la Teletón 2003.[37]
- La Polar - Comercial de multitienda junto a Fernanda Urrejola y Mariana Loyola (2007-2011)
- Hellmann's - Comercial de mayonesa (2011-presente)
- Servicio Nacional de la Mujer - Comercial de Campaña contra el maltrato a la mujer (2010)[38]
- Daily - Comercial junto a Carolina de Moras y Don Francisco
- Acer - Comercial de computadores
- Drive - Comercial de detergente junto a Faryde Kaid (2013).[39]
- Unimarc - Comercial de supermercado (2014-presente) junto a Francisco Saavedra e Ignacio Román (2016-presente)
- Despegar.com - junto a Nicole, Martín Cárcamo, Rafael Araneda, Fernanda Urrejola, Carolina De Moras, Augusto Schuster, Claudia Conserva y Beto Cuevas.
- Simple - Comercial de operador de telefonía móvil (2020)

## Premios y nominaciones
Premios Altazor
| Año  | Categoría                 | Producción | Resultado |
| ---- | ------------------------- | ---------- | --------- |
| 2004 | Mejor actor de televisión | Machos     | Nominado  |
| 2006 | Mejor actor de televisión | Brujas     | Nominado  |

Premios APES
| Año  | Categoría                         | Producción | Resultado |
| ---- | --------------------------------- | ---------- | --------- |
| 2004 | Mejor actor de televisión         | Hippie     | Nominado  |
| 2005 | Mejor actor secundario en comedia | Brujas     | Ganador   |

Otros premios y nominaciones
| Año  | Premio           | Categoría               | Producción              | Resultado |
| ---- | ---------------- | ----------------------- | ----------------------- | --------- |
| 1999 | TV Grama         | Mejor actor nacional    | Cerro Alegre            | Ganador   |
| 2005 | Copihue de Oro   | Mejor actor popular     | Brujas                  | Ganador   |
| 2006 | Copihue de Oro   | Mejor actor popular     | Descarado               | Nominado  |
| 2007 | Copihue de Oro   | Mejor actor popular     | Papi Ricky              | Nominado  |
| 2008 | Copihue de Oro   | Mejor actor popular     | Hijos del Monte         | Nominado  |
| 2010 | TV Grama         | Mejor actor nacional    | La familia de al lado   | Ganador   |
| 2010 | Copihue de Oro   | Mejor actor popular     | La familia de al lado   | Ganador   |
| 2011 | TV Grama         | Mejor actor nacional    | Aquí mando yo           | Ganador   |
| 2011 | Premios Gold Tie | Premio a la trayectoria | Premio a la trayectoria | Ganador   |
| 2011 | Copihue de Oro   | Mejor actor popular     | Aquí mando yo           | Ganador   |
| 2012 | TV Grama         | Mejor actor             | Separados               | Ganador   |
| 2012 | Copihue de Oro   | Mejor actor popular     | Separados               | Ganador   |
| 2013 | Copihue de Oro   | Mejor actor popular     | —                       | Ganador   |
| 2014 | Copihue de Oro   | Mejor actor popular     | El amor lo manejo yo    | Ganador   |
| 2016 | Copihue de Oro   | Mejor actor popular     | Sres. Papis             | Nominado  |
| 2017 | Copihue de Oro   | Mejor actor popular     | —                       | Nominado  |
| 2019 | Copihue de Oro   | Mejor actor popular     | Juegos de poder         | Nominado  |